# Cidades da Suécia

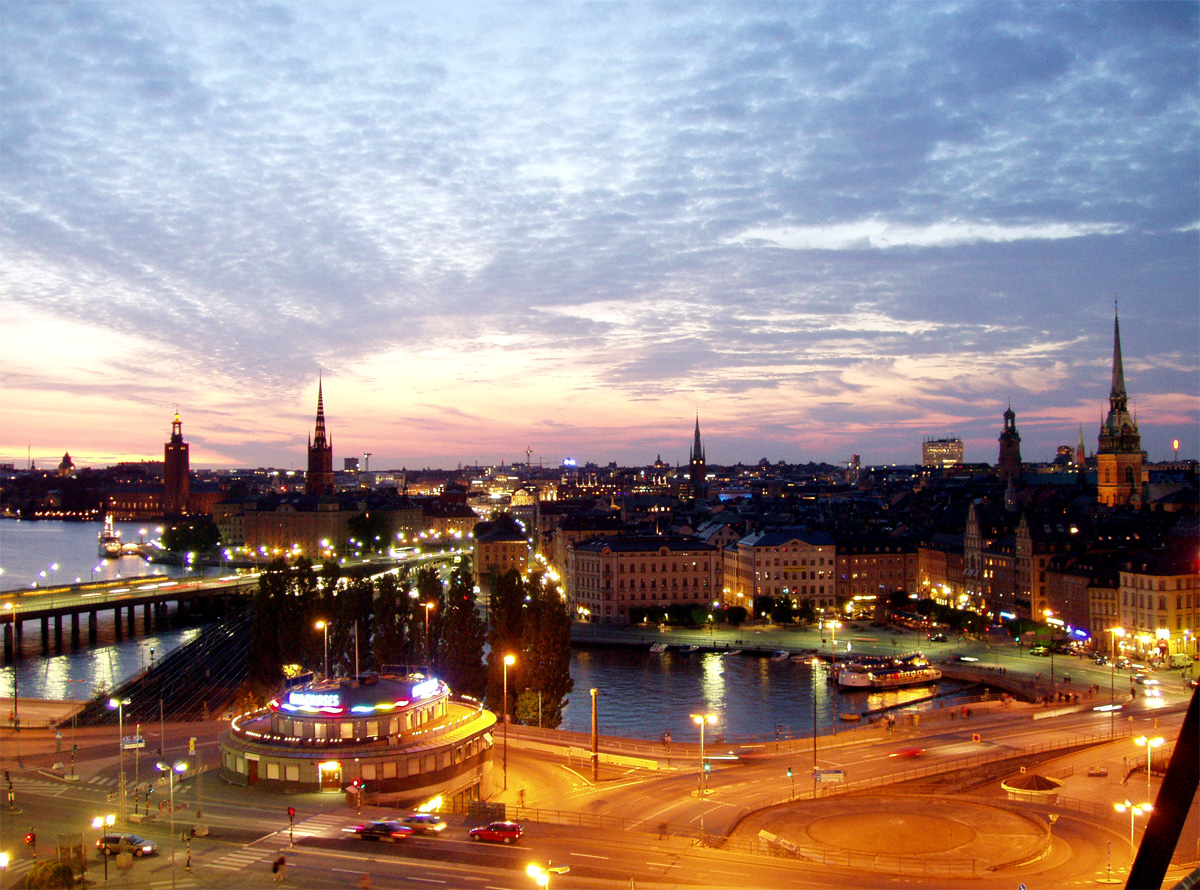
Estocolmo

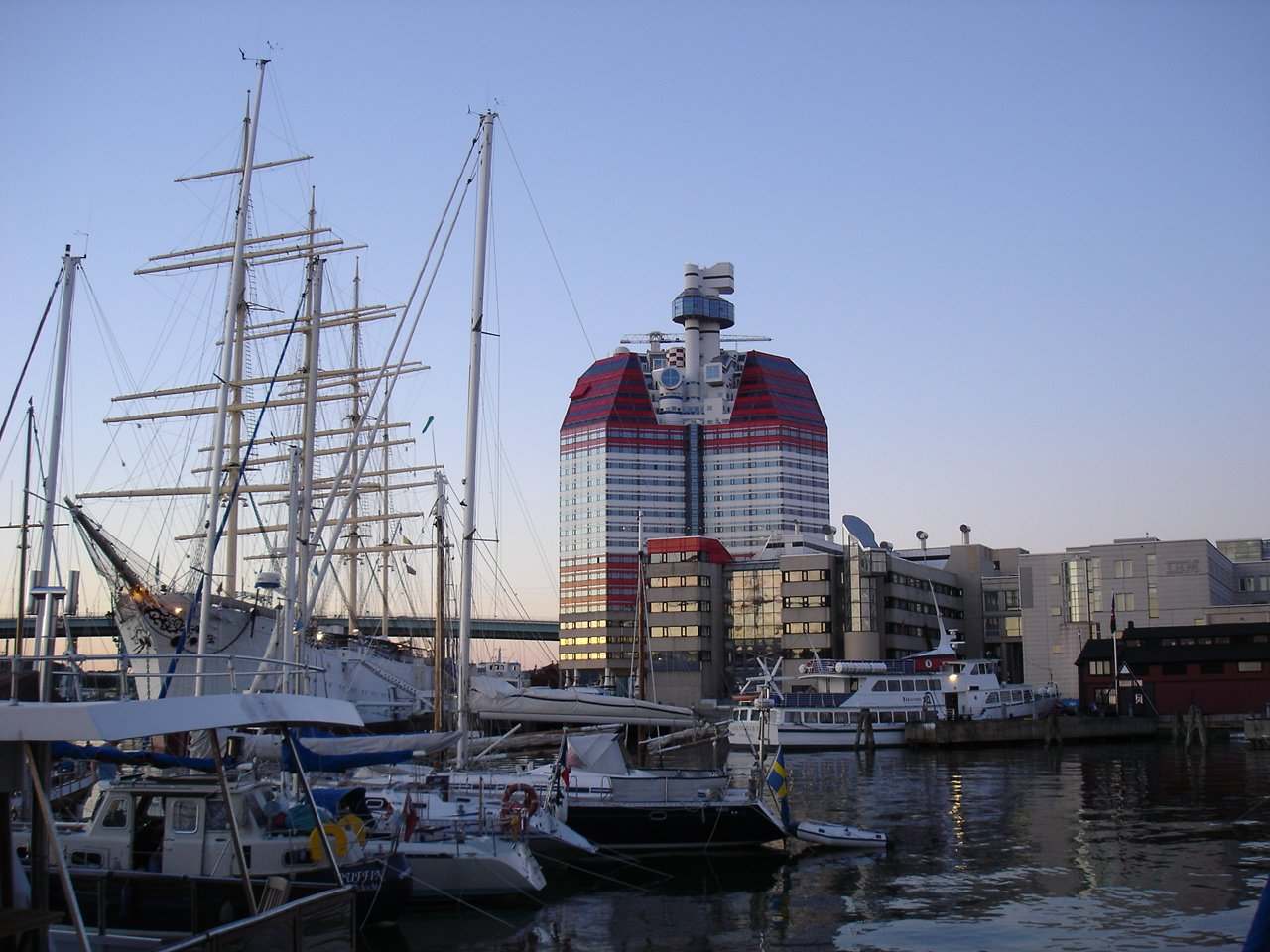
Gotemburgo

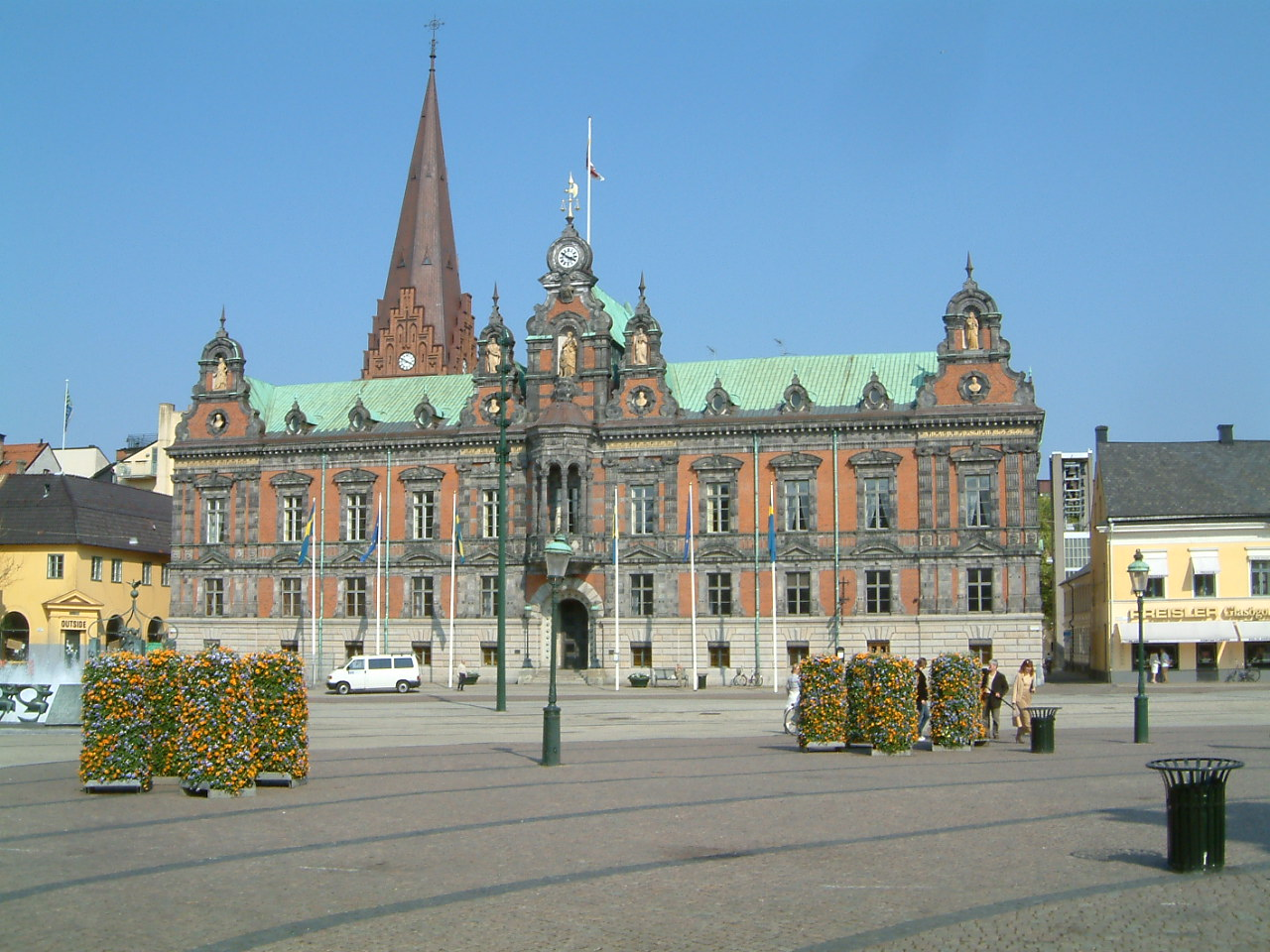
Malmo

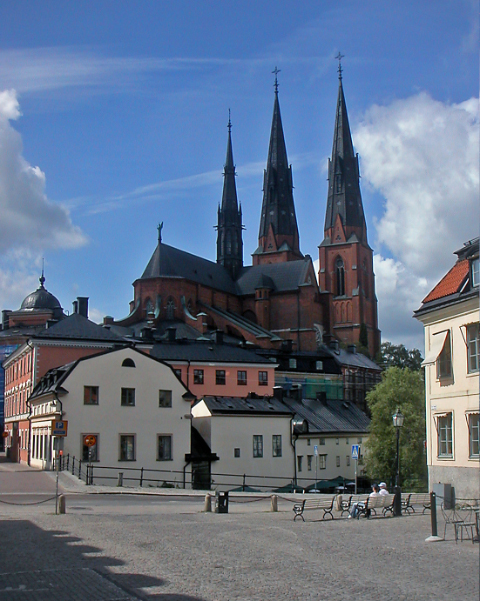
Uppsala

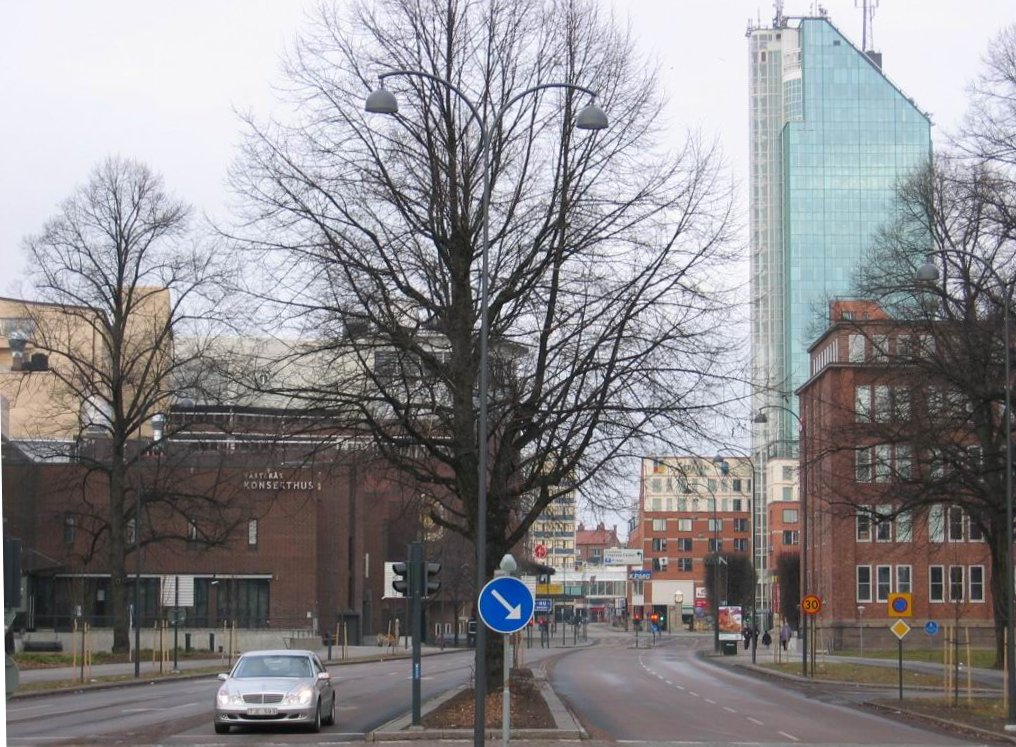
Västerås

Na atual organização politica da Suécia não existe o conceito jurídico de cidade - em sueco: stad. 
A "Reforma municipal de 1971" (Kommunreformen 1971) unificou o sistema administrativo urbano e rural, abolindo a noção de "cidade". 
Todavia, o termo subsiste na línguagem diária e é utilizado pelo Instituto Nacional de Estatística da Suécia.  

É costume designar de cidade:
- Os 133 centros urbanos que até 1971 tinham direito à designação de cidade. [5]
- As cidades históricas, tradicionalmente designadas de cidade.
- Algumas sedes dos antigos municípios chamados ”comunas urbanas”
- Os centros urbanos com mais de 10 000 habitantes - seguindo a norma usada pelo Instituto Nacional de Estatística da Suécia

## As cidades na Suécia
Na Era viking, nasceram, floresceram e decaíram pequenas cidades e locais de comércio. Algumas desapareceram para sempre, ou deram lugar a novas cidades, como no caso de Birka e Uppåkra. Outras existem ainda nos nossos dias, como é o caso de Sigtuna, Skara e Visby. Já na Idade Média, durante cerca de um século, os reis, os bispos, os burgueses e os comerciantes criaram sucessivamente uma rede de cidades medievais no país.

Essas primeiras cidades da Suécia eram pequenas povoações com algumas centenas ou poucos milhares de habitantes, mas nelas estava concentrado muito poder político e económico. Entre essas cidades há que destacar Sigtuna e Lund (século X), Skara, Helsingborg, Lomma e Lödöse (século XI), Visby (século XII), Söderköping, Estocolmo, Kalmar, Uppsala, Jönköping, Nyköping, Örebro, Arboga, etc... (século XIII). A primeira concessão conhecida de um "título de cidade" (stadsprivilegiebrev) foi feita pelo rei Magno, o Tesoureiro a Jönköping em 1284, concedendo aos burgueses locais o monopólio do comércio e da pequena indústria, assim como o direito a organizarem mercados nos dias de Santo António e de São Francisco.

No dia em que a população da Suécia atingiu os 10 milhões de habitantes – 20 de janeiro de 2018, as 10 maiores cidades do país eram: 

1. Estocolmo
2. Gotemburgo
3. Malmo
4. Uppsala
5. Linköping
6. Örebro
7. Västerås
8. Helsingborg
9. Norrköping
10. Jönköping

## As maiores cidades da Suécia
O Instituto Nacional de Estatística da Suécia apresenta a lista das maiores cidades da Suécia em 31 de dezembro de 2018:

| Cidade      | População | "Título de cidade" |
| ----------- | --------- | ------------------ |
| Estocolmo   | 962154    | 1250               |
| Gotemburgo  | 571868    | 1619               |
| Malmo       | 339313    | 1250               |
| Uppsala     | 225164    | 1286               |
| Linköping   | 161034    | 1287               |
| Örebro      | 153367    | 1200               |
| Västerås    | 152078    | 990                |
| Helsingborg | 145415    | 1085               |
| Norrköping  | 141676    | 1384               |
| Jönköping   | 139222    | 1284               |
| Umeå        | 127119    | 1622               |
| Lund        | 122948    | 990                |
| Borås       | 112178    | 1622               |
| Huddinge    | 111722    |                    |
| Eskilstuna  | 105924    | 1659               |
| Nacka       | 103656    |                    |
| Gävle       | 101 455   | 1446               |
| Halmstad    | 101268    | 1200               |
| Sundsvall   | 98850     | 1621               |
| Södertälje  | 97381     | 1000               |